# نادي الجمعية الإسلامية موسم 2016–17
نادي الجمعية الإسلامية موسم 2016–17 أو حالياً نادي الصداقة موسم 2016–17 هو الموسم الحادي عشر له منذ تأسيس الدوري الفلسطيني الممتاز لقطاع غزة.
وهو الموسم الذي توج فيه بالدوري الفلسطيني الممتاز لقطاع غزة لأول مرة في تاريخه.

## البطولات
| المنافسة                       | أول مباراة     | آخر مباراة     | الدور الافتتاحي | المركز النهائي | السجل | السجل | السجل | السجل | السجل | السجل | السجل | السجل   |
| المنافسة                       | أول مباراة     | آخر مباراة     | الدور الافتتاحي | المركز النهائي | لعب   | ف     | ت     | خ     | له    | عليه  | ف.أ.  | الفوز % |
| ------------------------------ | -------------- | -------------- | --------------- | -------------- | ----- | ----- | ----- | ----- | ----- | ----- | ----- | ------- |
| الدوري الفلسطيني الممتاز       | 30 سبتمبر 2016 | 8 أبريل 2017   | الإسبوع الأول   | الفائز         | 22    | 11    | 7     | 4     | 31    | 18    | +13   | 050٫00  |
| كأس غزة                        | 14 أبريل 2017  | 28 أبريل 2017  | دور ال32        | ربع النهائي    | 3     | 1     | 1     | 1     | 5     | 3     | +2    | 033٫33  |
| كأس السوبر الفلسطيني لقطاع غزة | 15 سبتمبر 2017 | 15 سبتمبر 2017 | النهائي         | الوصيف         | 1     | 0     | 1     | 0     | 1     | 1     | +0    | 000٫00  |
| المجموع                        | المجموع        | المجموع        | المجموع         | المجموع        | 26    | 12    | 9     | 5     | 37    | 22    | +15   | 046٫15  |

المصدر: المنافسات

### الدوري
| الترتيب | الفريق            | لعب | فاز | تعادل | خسر | له | عليه | الفارق | النقاط | تأهل/هبوط           |
| ------- | ----------------- | --- | --- | ----- | --- | -- | ---- | ------ | ------ | ------------------- |
| 1       | الجمعية الإسلامية | 22  | 11  | 7     | 4   | 31 | 18   | 13     | 40     | تأهل إلى كأس السوبر |
| 2       | شباب رفح          | 22  | 11  | 6     | 5   | 36 | 17   | 19     | 39     |                     |
| 3       | خدمات رفح         | 22  | 10  | 9     | 3   | 25 | 15   | 10     | 39     |                     |
| 4       | شباب خانيونس      | 22  | 9   | 10    | 3   | 31 | 22   | 9      | 37     |                     |

### كأس غزة
| 14 أبريل 2017 دور ال32 | الجمعية الإسلامية | 4–0 | الإستقلال |  |

| 22 أبريل 2017 دور ال16 | الجمعية الإسلامية | 0–0 (3–1 ج) | أهلي بيت حانون |  |

| 28 أبريل 2017 ربع النهائي | شباب رفح | 3–1 | الجمعية الإسلامية |  |

### السوبر
| 15 سبتمبر 2017 | الجمعية الإسلامية       | 1–1 (5–6 ج) | شباب رفح       | المدينة الرياضية      |
| | محمد بركات 62' (ر.جزاء) | (تقرير) | محمد السطري 9' | الحكم: خالد أبو الخير |
| | ركلات الجزاء            | |                |                       |
| محمد أبو حسنين · محمد الديري · محمد أبو توهة · محمد أبو ناجي · محمد بركات · سامي سالم · محمد أبو حشيش · محمود العامودي |                         | وليد أبو دان · محمد أبو دان · بسام قشطة · ميسرة البواب · سعيد السباخي · محمد أبو هاشم · محمد الشاعر · محمد السطري |                |                       |